# 鈴木道明
鈴木 道明（すずき どうめい、1920年11月12日 - 2015年12月23日）は、日本の作詞家・作曲家。東京府（現東京都）出身。

## 経歴
旧制早稲田中学校、早稲田大学卒業。学生時代は競泳選手であり、1940年に開催される予定であった東京オリンピック日本代表候補選手であった。大学卒業後に帝国陸軍飛行戦隊に入営し、戦闘機の搭乗員として南方戦線に出征した経験を持つ。
復員後、発足したばかりのラジオ東京（後のTBS〔東京放送〕）に入社し、テレビ・ラジオの音楽番組のプロデューサーやディレクターとして数々の番組を担当し、TBSでは編成局次長や第二演出部長の要職に就いていた。
その一方ではソングライターとして西田佐知子、日野てる子などに自作の楽曲を提供・発表し、数々のヒット曲を世に送り出した。
その後創作活動から引退し、神奈川県横浜市にて隠居生活を送っていた。
2010年（平成22年）に古賀政男音楽博物館に在る大衆音楽の殿堂顕彰者に選出された。
2015年12月23日死去。95歳没。

## 逸話
- なかにし礼の小説『世界は俺が回してる』（2009年）で主人公・渡辺正文のTBSの上司役で実名で登場している。

## 主な楽曲
- 西田佐知子
  - 星に希いをかけるとき（1963年）
  - 赤坂の夜は更けて（1965年）
  - 女の意地（1965年）
  - くちづけ（1966年）
- 日野てる子
  - ワン・レイニー・ナイト・イン・トーキョー（1965年）
  - 夏の日の想い出（1965年）
- 和田弘とマヒナスターズ
  - 銀座ブルース（1966年）
  - 別れても愛してる（1963年）
  - ブルー・ナイト・イン札幌（1968年）

## 賞詞
- 第50回日本レコード大賞 功労賞（2008年）
- 大衆音楽の殿堂顕彰者（2010年度）